# John Garrison (jégkorongozó)
John Bright „Jack, a Macska” Garrison (West Newton, Massachusetts, 1909. február 13. – Lincoln, Massachusetts, 1988. május 13.) olimpiai ezüstérmes és bronzérmes, világbajnok amerikai jégkorongozó, edző.
Az 1932. évi téli olimpiai játékokon, a jégkorongtornán, Lake Placidban, játszott a amerikai jégkorong-válogatottban. Csak négy csapat indult. Oda-visszavágós rendszer volt. A kanadaiaktól kikaptak 2–1-re, majd 2–2-es döntetlent játszottak. A németeket 7–0-ra és 8–0-ra győzték le, végül a lengyeleket 5–0-ra és 4–1-re verték. Ez az olimpia világbajnokságnak is számított, így világbajnoki ezüstérmesek is lettek. Mind a 6 mérkőzésen játszott és 3 gólt ütött.
Az 1933-as jégkorong-világbajnokságon is játszott és nagyon könnyen, kapott gól nélkül jutottak a döntőbe, ahol nagy meglepetésre, hosszabbításban megverték a kanadaiakat. 5 mérkőzésen 2 gólt ütött.
Az 1936. évi téli olimpiai játékokon, a jégkorongtornán, Garmisch-Partenkirchenban, ismét kerettag volt az amerikai válogatottban, mint a csapatkapitány. Az első fordulóban csak a második helyen jutottak tovább a csoportból, mert az olasz csapat legyőzte őket hosszabbításban. A németeket 1–0-ra, a svájciakat 3–0-ra verték. A középdöntőből már sokkal simábban jutottak tovább. Három győzelem és csak a svédek tudtak ütni nekik 1 gólt. A négyes döntőben viszont kikaptak Kanadától 1–0-ra és 0–0-t játszottak a britekkel, valamint megverték a csehszlovákokat 2–0-ra és így csak bronzérmesek lettek. 7 mérkőzésen játszott és 4 gólt ütött.
1973-ban beválasztották az Amerikai Jégkorong Hírességek Csarnokába.